# 阴生红门兰
阴生红门兰（学名：Orchis umbrosa），为兰科红门兰属下的一个植物种。